# Jacob van Wageningen (patriot)

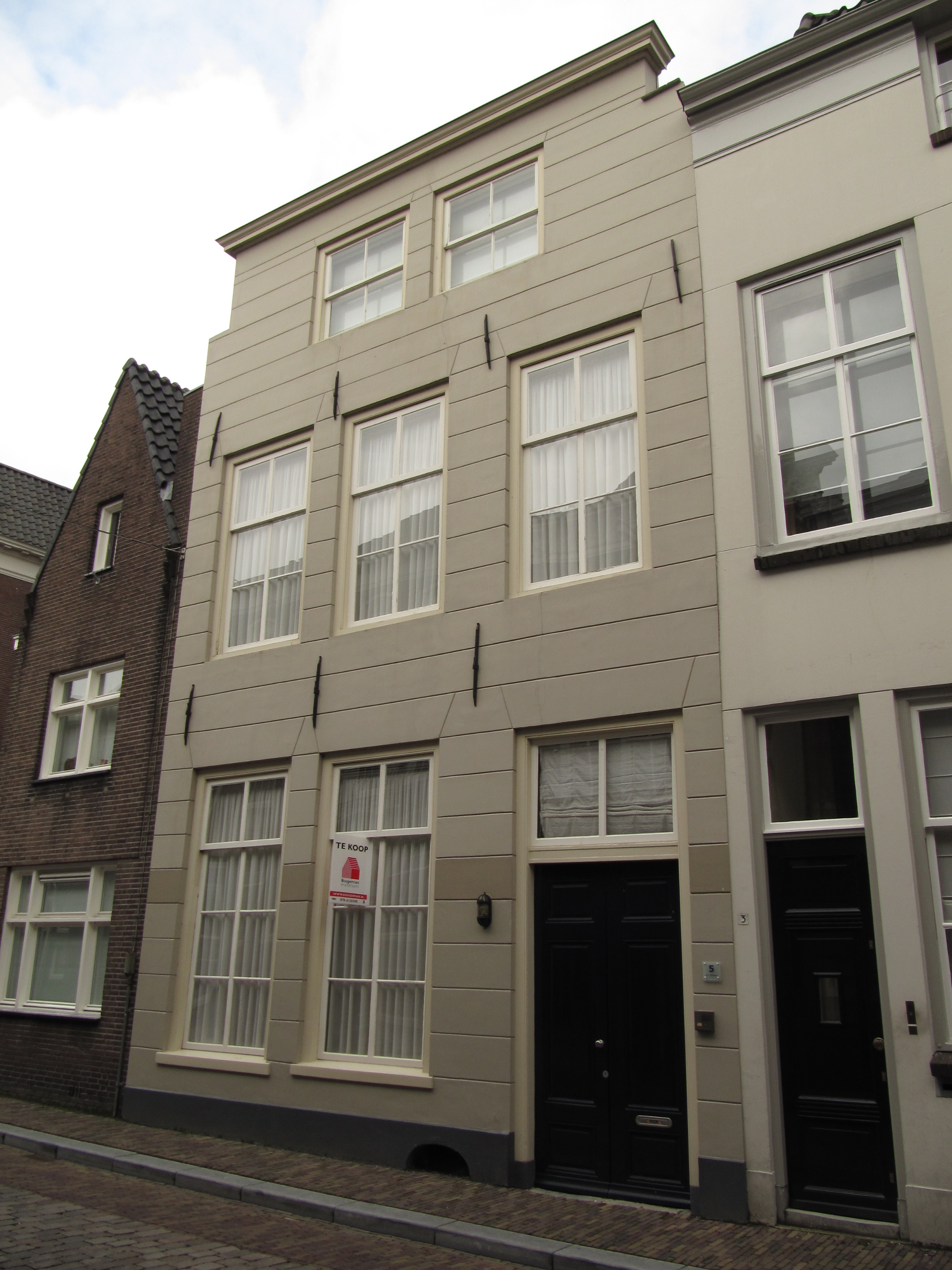
Woonhuis Grotekerksbuurt 5

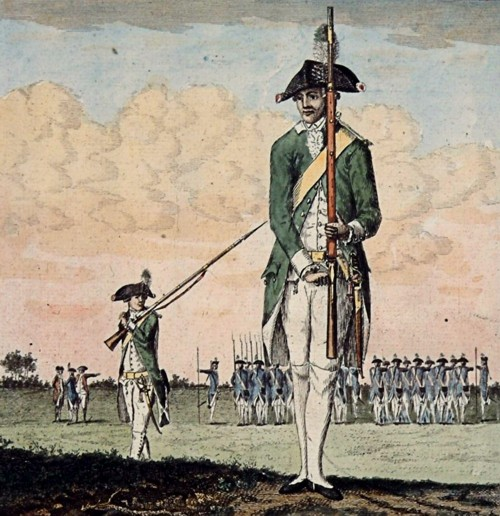
Exercitiegenootschap 'De Vrijheid'

Jacob van Wageningen (Dordrecht 1729 - 1791) was arts in Dordrecht en handelaar in snuiftabak. Hij was maatschappelijk betrokken en patriot. Hij was ook de stichter van de Dordtse onderneming met zijn naam (Jakob van Wageningen).

## Biografie

### Medicus
Na de Latijnse school in Dordrecht doorlopen te hebben, ging Jacob van Wageningenrond 1750 geneeskunde studeren in Leiden. Hij promoveerde bij Frederik Bernard Albinus op het onderwerp spontane bloedingen in het lichaam (“Dissertatio MedicaI Nauguralis, de Haemorrhagiis Spontaneis in Genere”, waarbij 'haemorrhagiis spontaneis' stond voor spontane bloedingen). Deze studie moet geplaatst worden in een wetenschappelijk klimaat van toen, waarin analyse en ratio de instrumenten waren om het inwendige van het systeem te verklaren.
Zijn theorie was dat spontane bloedingen ontstaan door kramp. De vrije doorgang wordt dan belemmerd, waardoor bloedophoping, aderoprekking en aderbreuk ontstonden. Goede remedies waren aderlaten, afbinden van ledematen en massage. Maar ook het uitwendig aanbrengen van spinnenwebben, gedroogde pad en varkensmodder zouden goed helpen.
Eenmaal terug in Dordrecht werd hij geneesheer van de Zusters ter Marienborn en het Sacraments Gasthuis Meesters ende Magadalenen Zusteren.

### Handelaar in snuif
Aan snuiftabak werd een medicinale werking toebedacht. Daarom begon hij rond 1760 een handel in snuiftabak. Het bedrijf groeide, en meerdere panden werden in de Grotekerksbuurt aangekocht. 

### Maatschappelijke betrokkenheid
Dr. Van Wageningen was secretaris van 'het College van Goede Luyden van den Achten'. Dit college bestond uit vertegenwoordigers van de gilden. Het college was betrokken bij de benoeming van burgemeesters, heemraden en de stadsfinanciën. Ook was hij lid van de 'Mannen van Veertigen'. Een derde publieke functie was die van president en schepen van het Watergerecht. Het Watergerecht beslechtte geschillen m.b.t. scheepvaart, averij, scheepsverzekeringen, scheepshypotheken en akten bij koop en verkoop.

### Levensvisie en patriottisme
Tijdens zijn studie bleek hij al een rationalistische visie te hebben. In 1762 werd hij lid van het Eerste Leesgezelschap in Dordrecht dat in wekelijkheid een verzameling gelijkgezinden was, die discussieerde over de verlichting, kennisverwerving en goed burgerschap. In 1790 werd hij lid van de Maatschappij tot Nut van het Algemeen.
De gedachte ontwikkelde zich tot een patriottische visie, waarin 'vrijheid' centraal stond. Binnen deze visie paste geen stadhouder. Van Wageningen werd dan ook lid van het patriottische vrijkorps in Dordrecht ('De Vrijheid', opgericht in 1783). Vrijheid die dan overigens moest gelden voor de 'goede luyden', en niet voor de (orangistische) massa. In dit vrijkorps zaten dan ook leden van regentenfamilies, zoals Blussé, Dura, 't Hooft, Van Lidt de Jeude, Roodenburg en De Witt.
1787 werd het korps opgeheven door de Pruisen. Vanwege zijn zakelijk realisme legde hij in 1788 een eed van trouw af aan stadhouder Willem V. Hij bleef daardoor in zijn functies gehandhaafd.

### Persoonlijk leven
Jacob van Wageningen was in 1755 getrouwd met Anna Cornelia de Bruin in 1755. Het echtpaar kreeg dertien kinderen, waarvan er vier in hun eerste levensjaar overleden. Het echtpaar woonde aan de Grotekerksbuurt in Dordrecht (huidig monument op nr. 5). Hij is in de Grote Kerk begraven. Zijn wapen op de zerk is in de Franse tijd weggekapt vanwege het ideaal van gelijkheid.

## Onderneming Jakob van Wageningen
Zijn vader en grootvader waren als groothandelaren in kaas bemiddelde inwoners geworden. Hierdoor was hij in staat Geneeskunde te gaan studeren. Hij was de grondlegger van een onderneming, die in Dordrecht ca. 210 jaar heeft bestaan. Zijn zonen Otto Johannes, Jacob Jr., Dirk en Anne Cornelis breidden de handel in snuif en tabak uit naar ijzerhandel. Deze zakelijke expansie van de familie ging verder, waarbij door kleinkinderen (al dan niet als onderdeel van de firma) een rederij, een zoutziederij en een glashandel werden toegevoegd. Hierbij waren zijn kleinkinderen Jacob van Wageningen Dzn en Florent van Wageningen van grote invloed. In de latere generaties werden er activiteiten afgestoten, maar de handel in ijzer bleef bestaan. In 1968 werd Jakob van Wageningen NV overgenomen door Oving NV en verliet de laatste Van Wageningen het bedrijf.

## Trivia
Soms werden de functies gekocht waarna een ander tegen betaling zorg droeg voor de uitvoering. Een treffend voorbeeld hiervan was dat Jacob van Wageningen al op tienjarige leeftijd de betaalde functie van poortwachter kreeg. Het leverde hem vanaf die leeftijd 75 gulden per jaar op. Deze ambtstoekenningen door de regentenfamilies waren niet ongebruikelijk.